# انقلاب 1993 في نيجيريا
في 17 نوفمبر 1993، وقعت محاولة انقلاب عسكري غير دموي في نيجيريا. وذلك عندما أجبرت القوات المسلحة بقيادة وزير الدفاع الجنرال ساني أباتشا، الرئيس المؤقت إرنست شونكان على الاستقالة. تولى شونكان الرئاسة المؤقتة في 26 أغسطس 1993، خلفًا للجنرال إبراهيم بابنجيدا كرئيس للدولة، في أعقاب إلغاء بابنجيدا للانتخابات الرئاسية في 12 يونيو 1993. في بث أُذيع على الصعيد الوطني بعد الانقلاب، أشار أباتشا إلى فشل حكومة شونكان، وعدم قدرتها على إدارة العملية الديمقراطية في البلاد. في سبتمبر 1994، أصدر أباشا مرسوماً يضع حكومته فوق اختصاص المحاكم، مما يمنحه فعليًا السلطة المطلقة. وأعطاه قرارا آخر بموجيه يحق له احتجاز أي شخص لمدة تصل إلى ثلاثة أشهر.
بقي أباشا في السلطة حتى وفاته في 8 يونيو 1998 في المجمع الرئاسي (أسو فيلا) في أبوجا. وخلفه رئيس أركان الدفاع اللواء عبد السلام أبو بكر رئيسا للدولة.